# Police (Polônia)
Police é um município da Polônia, na voivodia da Pomerânia Ocidental e no condado de Police. Estende-se por uma área de 37,31 km², com 33 152 habitantes, segundo os censos de 2016, com uma densidade de 888,6 hab/km².